# Politique au Kazakhstan

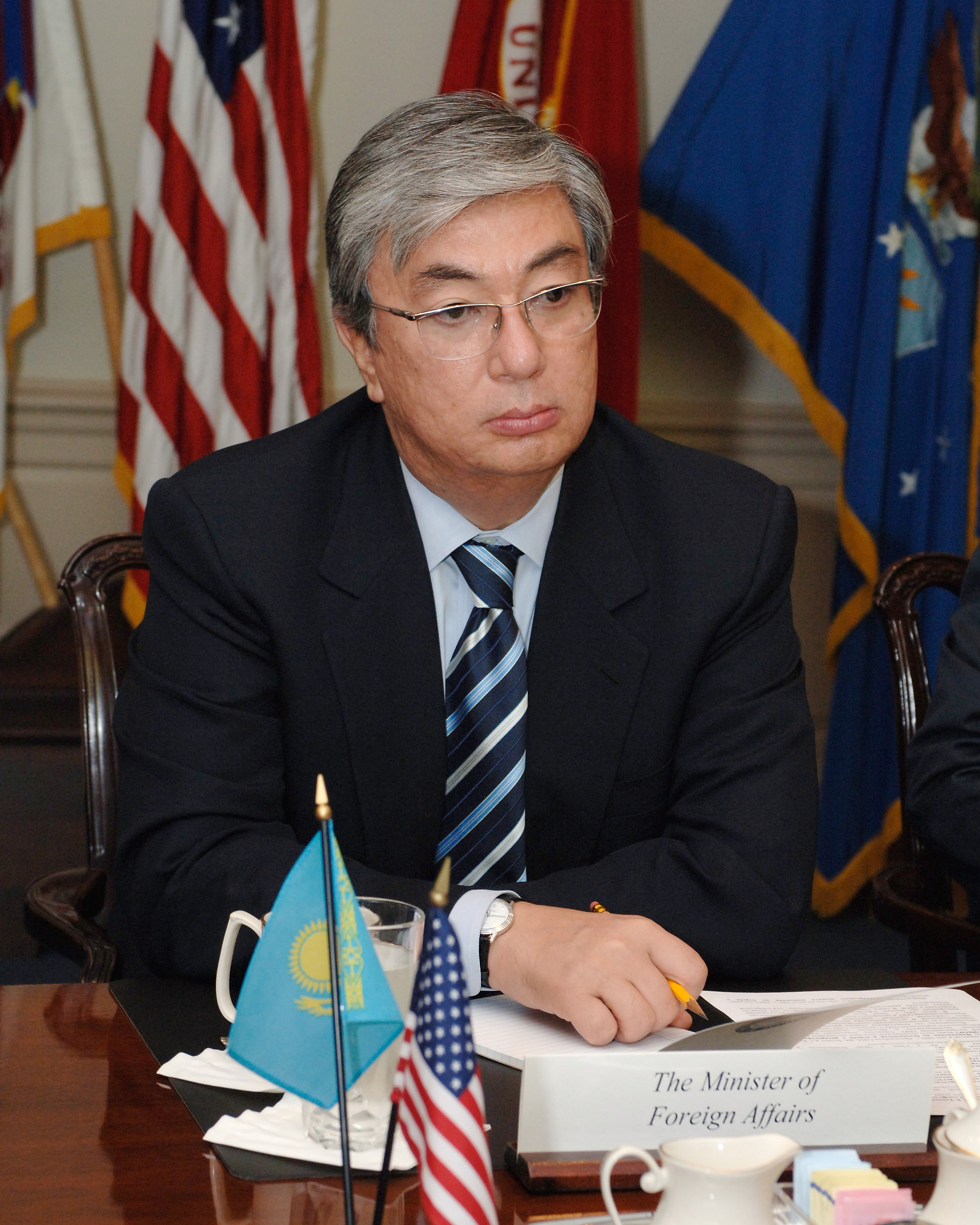
Kassym-Jomart Tokaïev, président de la République du Kazakhstan

La politique au Kazakhstan repose sur un modèle étatique de république semi-présidentielle dont le chef d'État est le président et le chef de gouvernement, le Premier ministre. Le régime du Kazakhstan demeure qualifié d'autoritaire. L'actuelle Constitution du Kazakhstan est adoptée par référendum national le 30 août 1995, elle a alors remplacé la première Constitution du 28 janvier 1993.

## Présidence de la République
Le chef de l'État est actuellement le président Kassym-Jomart Tokaïev (élu après la démission de Noursoultan Nazarbaïev). Le chef du gouvernement est le Premier ministre Alikhan Smaïlov.
Le Président de la République est seul à disposer des droits suivants :
- proposer des amendements à la Constitution ;
- nommer et destituer les membres du gouvernement ;
- dissoudre le Parlement ;
- proposer des référendums ;
- nommer et destituer les gouverneurs des régions (oblystar) et des villes d'Astana et d'Almaty.

## Parlement
Le parlement du Kazakhstan est composé d'une chambre basse, le Mäjılıs, et d'une chambre haute, le Sénat.
Le Mäjılıs est composé de 98 députés élus au suffrage universel, le scrutin est partiellement proportionnel.
Le Sénat comporte 50 sièges, dont dix sénateurs sont directement nommés par le président de la République. Les autres sont élus par les grands électeurs des 14 oblystars et des trois villes à statut particulier (Almaty, Chymkent et Astana).

## Vie politique

### Réformes annoncées en 2022
Lors de son discours à la Nation de 2022, le président Tokaïev a annoncé une série de réformes allant dans le sens d'une démocratisation de la vie politique du pays. La réforme constitutionnelle doit limiter les prérogatives présidentielles et donner plus de poids au Parlement. La méthode d'élection des membres du Parlement (sénateurs et députés) doit évoluer pour aboutir à un parlement issu à 30% d'un scrutin majoritaire et à 70% de parlementaires élus à la proportionnelle. Tokaïev a également annoncé vouloir remettre en place la Cour constitutionnelle en lui donnant la possibilité d'être saisi par le Procureur général et le Commissaire aux droits de l'homme. 
Le mandat présidentiel passe d'un septennat renouvelable deux fois à un quinquennat non renouvelable en septembre 2022.   

### Élections législatives d'août 2007
Les élections législatives du 19 août 2007 ont vu la victoire absolue du parti Nour-Otan du président Noursoultan Nazarbaïev. Avec 88,05 % des suffrages, le parti Nour Otan rafle la totalité des sièges en lice. Aucun des six autres partis n'a franchi la barre des 7 % nécessaires pour avoir des parlementaires à la chambre basse, alors que dans la précédente législature l'opposition avait un siège.

### Filmographie
- Kazakhstan, naissance d'une nation, film de Christian Barani et Guillaume Reynard, Atopic, Paris, Arte, Issy-les-Moulineaux, 2008, 65 min (DVD)